# Internationaal opsporingsbevel
Een internationaal opsporingsbevel is een opsporingsbevel dat voor een persoon (of personen) wordt uitgevaardigd en het mogelijk maakt iemand overal ter wereld zonder pardon te arresteren. 
De personen komen alleen op de lijst als ze worden verdacht van een misdrijf waarop een straf staat die langer is dan de periode van uitlevering. Verder zullen de feiten waarvan de personen worden verdacht ook in het land van aanhouding strafbaar moeten zijn.